# Rosela žlutohlavá
Rosela žlutohlavá (Platycercus adscitus) je druh australského papouška z rodu Platycercus.

## Popis

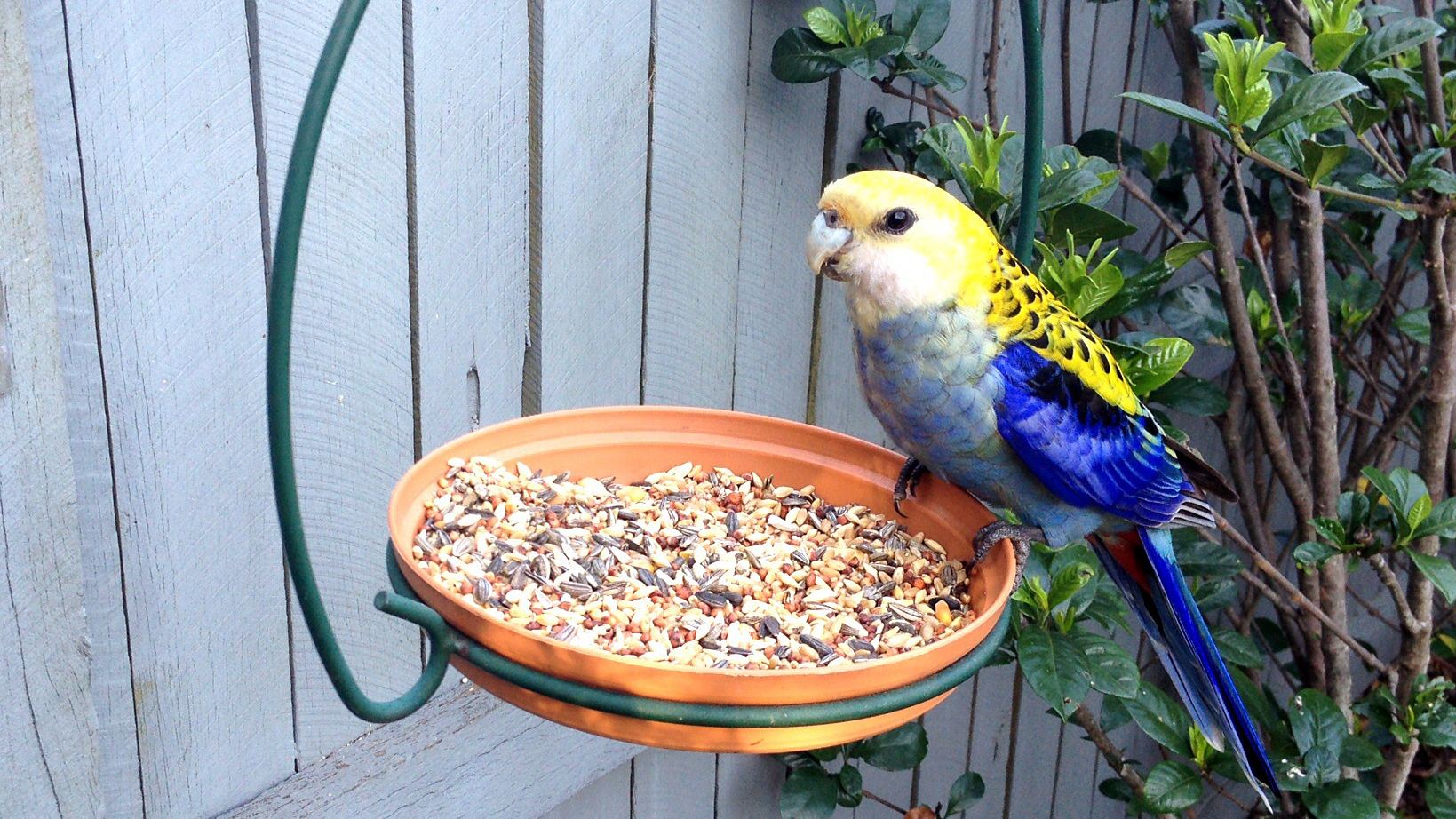
Rosela žlutohlavá na krmítku v Austrálii

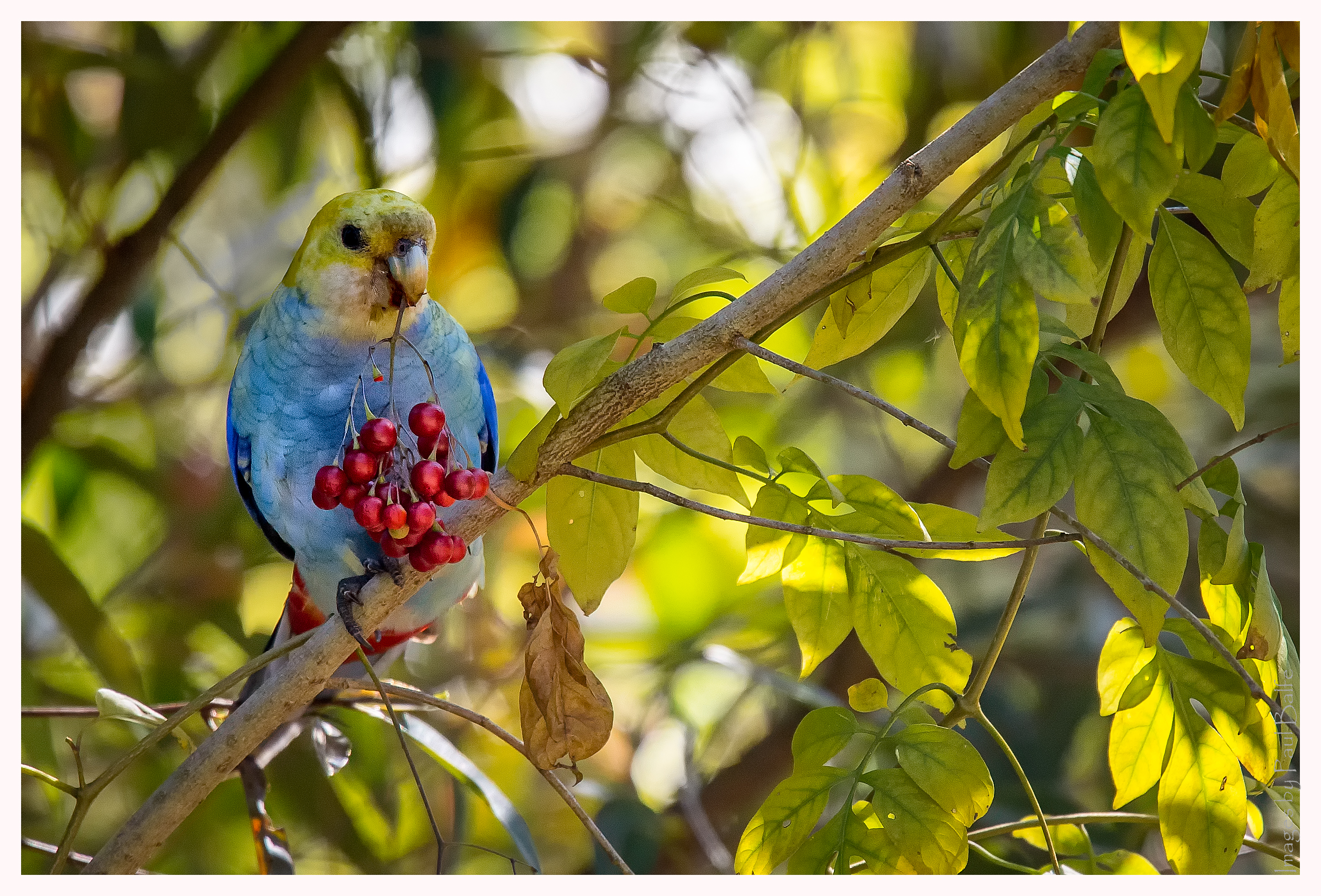
Rosela žlutohlavá

Rosela žlutohlavá je vysoká 33 cm (z toho 15 cm tvoří ocas) a dosahuje hmotnosti 110 g. Hlava je bílá až bíložlutá, temeno hlavy může být žluté, na zádech žlutá barva postupně přechází v modrou. Zbarvení je převážně modré, přičemž modrá barva na křídlech a ocase je tmavší než na břiše. Pod ocasem je červený podbřišek. Na zádech jsou černé vlnky, podobné má například andulka vlnkovaná. Křídla mají modré a černé části. Běháky jsou šedé, zobák bílošedý, oko s nevýraznou černou duhovkou.

## Poddruhy
Existují dva poddruhy rosely žlutohlavé – rosela žlutohlavá severní (Platycercus adscitus adscitus, taktéž uváděný jako samostatný druh rosela modrolící – Platycercus amathusia) a rosela žlutohlavá východní (Platycercus adscitus palliceps).

## Výskyt
Rosela žlutohlavá se vyskytuje v severovýchodní Austrálii, převážně ve státě Queensland. Preferuje otevřené lesy, ale dobře se přizpůsobila lidským úpravám krajiny, takže se může stát škůdcem na sadech a obilných polích.
V roce 1877 byla introdukována na Havajské ostrovy, ale zde během 20. let 20. století vymřela.

## Potrava
V přírodě se živí travními a stromovými semeny a ovocem, jako zdroj potravy slouží blahovičník pobřežní, přesličník obecný, strom Melaleuca linariifolia a řepeň durkoman, nebo i nepůvodní ostropes trubil.

## Chov
Rosela žlutohlavá je v zajetí poměrně běžný druh, odolný a snadno chovatelný. Může být agresivní vůči ostatním ptákům, takže je doporučeno ji chovat separovaně.